# Тачмурадов, Нурмурад
Нурмурад Тачмурадов (туркм. Nurmurad Täçmuradow; 10 октября 1910, Кушка, Российская империя — 1997, Ашхабад, Туркменистан) — советский хирург, доктор медицинских наук, профессор, академик АН Туркменской ССР.

## Биография
Родился 10 октября 1910 года в городе Кушка Мервского уезда.
Начальное образование получил в показательном интернате г. Мары, который окончил в 1927 году. В 1930 году окончил Чарджоуский педагогический техникум. В 1936 году окончил Ташкентский медицинский институт.
В 1939—1941 годах — директор Ашхабадской фельдшерско-акушерской гинекологии и ординатор 1-го хирургического отделения Республиканской больницы.
Участник ВОВ в 1941—1946 годах. Награждён орденами Отечественной войны II степени, орденом Красной Звезды.
С 1947 года — главный врач республиканской клинической больницы. В 1950 году защитил кандидатскую диссертацию. В 1953 году защитил докторскую диссертацию. С 1954 года — профессор, избран заведующим кафедрой общей хирургии ТуркГМИ. В 1957 году присвоено звание Заслуженный деятель науки Туркменской ССР. В 1959 году впервые среди хирургов республик Средний Азии сделал операцию на работающем сердце. С 1965 года — действительный член Академии наук Туркменской ССР.
Умер в Ашхабаде в 1997 году.